# Kernsatz (Sprachtypologie)
Unter Kernsatz wird in der Sprachtypologie ein möglichst einfacher Aussagesatz verstanden, der eine Proposition, eine elementare gedankliche (vorsprachliche) Bedeutung, sprachlich realisiert. 

## Die Bedeutung von Kernsätzen
Ausgangspunkt ist Fenk-Oczlons Hypothese, dass die mittlere Silbenanzahl von Kernsätzen sprachuniversell im Bereich von Millers magischer Zahl  7 ± 2 Silben liegt. Als Ursache hierfür wird die Organisation des Gedächtnisses angesehen, dessen „Präsenszeit“ auf rund 2 Sekunden bestimmt wird: „Man kann ungefähr so viele Silben und Wörter »unmittelbar« behalten, als man innerhalb von etwa 2 Sekunden auszusprechen imstande ist.“ Dabei stimmen Präsenszeit, Dauer von Äußerungen zwischen zwei Sprechpausen („breath groups“) und von Intonationseinheiten überein.
Um Fenk-Oczlons Hypothese zu überprüfen, wurde ein Experiment mit Kernsätzen in 29 Sprachen – darunter Deutsch – durchgeführt. Es wurden 22 deutsche Kernsätze gebildet und von Muttersprachlern in ihre jeweilige Sprache übersetzt. Als Ergebnis hat sich herausgestellt, dass von den 29 Sprachen nur das Japanische eine durchschnittliche Silbenzahl bei den Kernsätzen aufweist, die mit 10.2 etwas außerhalb der angegebenen Spanne liegt. Mittlerweile konnte das Ergebnis in 61 Sprachen (18 Sprachfamilien) bestätigt werden: die mittlere Silbenanzahl pro Kernsatz beträgt 7.13 Silben.
Bringt man die untersuchten Sprachen in eine Rangordnung, indem man sie nach ihrer durchschnittlichen Kernsatzlänge sortiert, dann lassen sich Zusammenhänge mit typologischen Kriterien demonstrieren, darunter dieser: Die Position einer Sprache in dieser Skala steht in Zusammenhang mit der Komplexität ihrer Silben.